# Bournemouth (distrito)
El distrito de Bournemouth es una autoridad unitaria en el sureste de Dorset en Inglaterra desde el 1 de abril de 1974, habiendo tomado su nombre de la localidad homónima que se ubica en el mismo distrito. El comienzo de su historia data desde el 27 de agosto de 1890, cuando surgió el borough municipal de Bournemouth. El 1.º de abril de 1900, recibió el estatus de county borough, el cual mantuvo hasta 1974. Bajo la Ley de Gobierno Local de 1972, fue un distrito administrativo del shire county de Dorset desde 1974 hasta 1997.

## Gobierno y política
El distrito es administrado por el Bournemouth Borough Council (Consejo del Borough de Bournemouth).

### Wards
Su superficie se haya dividida en 18 wards (pequeñas divisiones electorales):
- Boscombe East
- Boscombe West
- Central
- East Cliff & Springbourne
- East Southbourne & Tuckton
- Kinson North
- Kinson South
- Littledown & Iford
- Moordown
- Queen's Park
- Redhill & Northbourne
- Strouden Park
- Talbot & Branksome Woods
- Throop & Muscliff
- Wallisdown & Winton West
- West Southbourne
- Westbourne & Westcliff
- Winton East

### Composición del Consejo
En la actualidad (año 2009), el Consejo consta de 54 miembros electos, es decir, tres por cada uno de los wards. Antes del 2003, existían 19 wards; por ende, la cantidad de miembros ascendía a 57. Las elecciones toman lugar cada cuatro años.

## Ciudades hermanadas
Las siguientes son ciudades hermanas del borough de Bournemouth:
- Lucerna - Suiza (desde 1981)
- Netanya - Israel